# Raphael Wahl
Raphael Wahl (* 1. Oktober 1997 in Fulda) ist ein deutscher Poolbillardspieler.

## Karriere
Raphael Wahl begann im Alter von sechs Jahren Billard zu spielen.
Nachdem er im April 2012 erstmals Deutscher U-17-Meister im 9-Ball geworden war, gelang es ihm im August bei seiner ersten Teilnahme an einer Jugend-Europameisterschaft durch einen Finalsieg gegen seinen Landsmann Joshua Filler Europameister der Schüler im 14/1 endlos zu werden. Zudem wurde er Dritter im 9-Ball und mit der deutschen Mannschaft Zweiter.
Bei der Junioren-Weltmeisterschaft im Dezember 2012 erreichte er den 17. Platz.
2013 wurde er im Finale gegen den Niederländer Jan van Lierop Vizeeuropameister der Schüler im 9-Ball.
Im Oktober desselben Jahres gewann er bei der deutschen Meisterschaft der Herren erstmals eine Medaille. Im 8-Ball erreichte er das Finale, verlor dieses jedoch mit 0:8 gegen Sebastian Staab.
Im April 2014 wurde Wahl im 8-Ball erstmals Deutscher Meister der U-19-Junioren. Im August wurde er Junioren-Europameister im 8-Ball sowie im 9-Ball und gewann zudem mit der deutschen Mannschaft den EM-Titel.
Im November 2014 nahm Wahl zum zweiten Mal an der Junioren-Weltmeisterschaft teil und gewann dabei die Bronzemedaille. Im April 2015 wurde er im Finale gegen Filler Deutscher 14/1-endlos-Meister der U-19-Junioren. Bei der Junioren-EM 2015 kam er hingegen nicht über das Viertelfinale hinaus. Im November 2015 verlor Wahl bei der deutschen Meisterschaft der Herren zunächst das Finale im 14/1 endlos gegen Joshua Filler, bevor er mit einem 9:5-Sieg im Finale gegen Geronimo Weißenberger Deutscher Meister im 9-Ball wurde. Beim Finalturnier der German Tour 2015 schied er in der Runde der letzten 64 aus.
Beim 8-Ball-Wettbewerb der deutschen Meisterschaft 2016 zog Wahl nach einem Halbfinalsieg gegen Titelverteidiger Joshua Filler ins Finale ein und besiegte dort André Lackner mit 8:6. Nachdem er im 9-Ball als Titelverteidiger im Halbfinale gegen Lackner ausgeschieden war, gewann er im 10-Ball durch einen 8:4-Finalsieg gegen Kevin Becker seinen insgesamt dritten Meistertitel bei den Herren.
Mit der SG Johannesberg stieg Wahl 2014 in die Regionalliga auf und wurde dort in der folgenden Saison Vizemeister. 2015 wechselte er zum Zweitligisten 1. PBC Karben, mit dem er in der Saison 2015/16 in die 1. Bundesliga aufstieg.

## Erfolge
| Deutscher U-17-Meister im 9-Ball:      | 2012 |
| Schüler-Europameister im 14/1 endlos:  | 2012 |
| Deutscher U-19-Meister im 8-Ball:      | 2014 |
| Deutscher U-19-Meister im 14/1 endlos: | 2015 |
| Junioren-Europameister im 8-Ball:      | 2015 |
| Junioren-Europameister im 9-Ball:      | 2015 |
| Deutscher 9-Ball-Meister:              | 2015 |
| Deutscher 8-Ball-Meister:              | 2016 |
| Deutscher 10-Ball-Meister:             | 2016 |

## Familie
Raphael Wahls Vater Michael Wahl war unter anderem Trainer von Thorsten Hohmann.